# ドゥチンスカ・イロナ

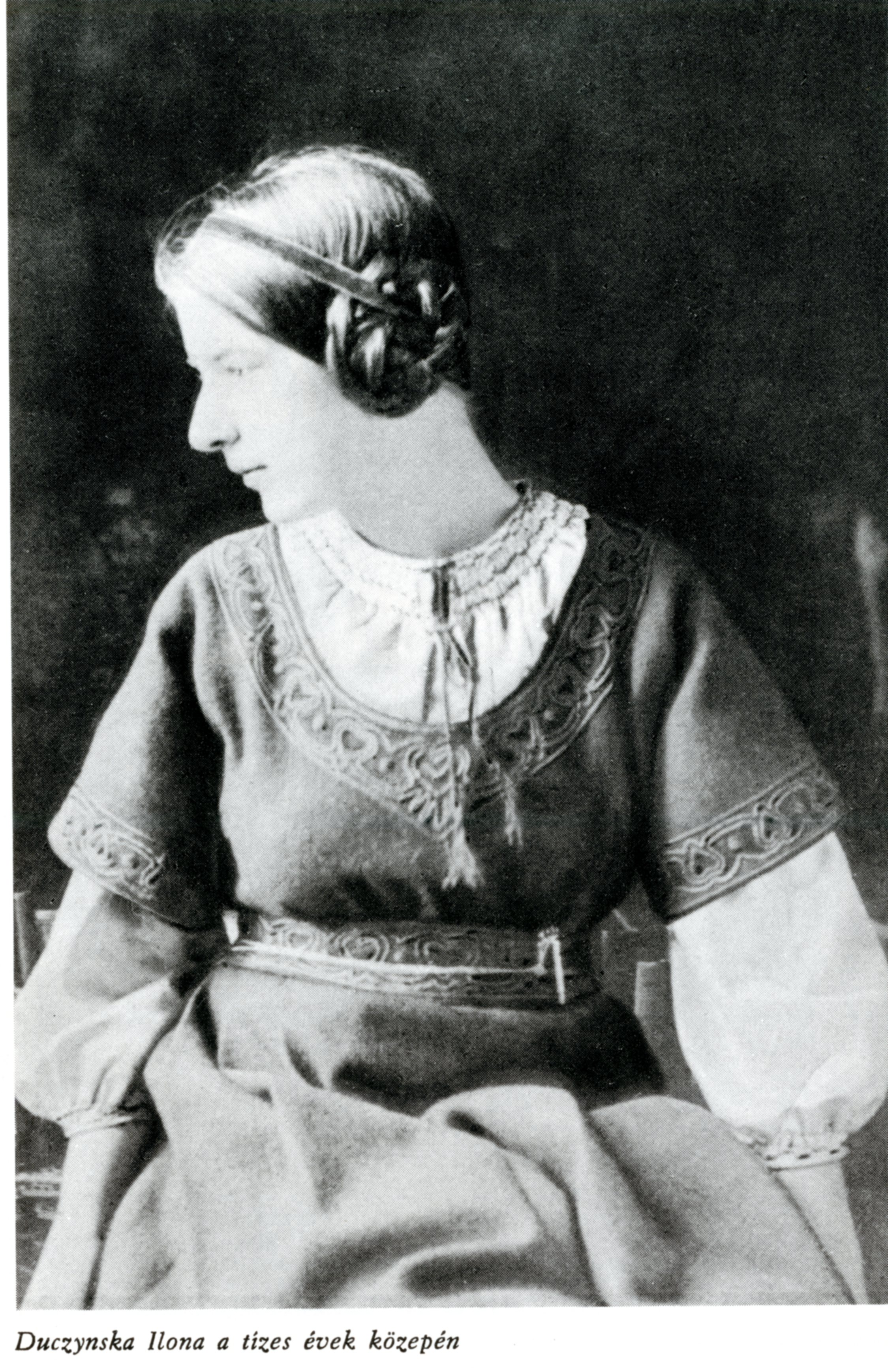
ドゥチンスカ・イロナ（1920年）

ドゥチンスカ・イロナ（マジャール語：Duczyńska Ilona、1897年3月11日 - 1978年4月23日）は、ハンガリーの政治活動家、翻訳家、ジャーナリスト。ハンガリーの民主化運動に参加した。
ハンガリー人は姓を先に表記するのでドゥチンスカ・イロナとなる。日本語での表記にはイロナ・ドゥチンスカもある。

## 生涯
1897年3月11日にウィーンの近郊に生まれる。父のドゥチンスキー・アルフレード・カーロイ・アンドラーシュ・ユスティニアーン（Dutczyinski Alfréd Károly András Jusztinián）はポーランド系オーストリア人、母のベッカーシー・イロナ・アントーニア・マーリア（Békássy Ilona Antónia Mária）はハンガリー人で、裕福な家庭だった。1915年にエルヴィン・サボーと出会い、学生団体のガリレイ・サークルに誘われる。同年に第一次世界大戦の反戦運動を行った理由で学校を退学処分になり、オーストリアの高校を卒業してチューリッヒ大学で工学を学ぶ。スイスでは、ロシア社会民主労働党のレーニンやナデジダ・クルプスカヤと交友し、ツィンマーヴァルト運動に参加した。
ハンガリーに戻ったのちにガリレイ・サークルのメンバーとして活動した。イロナ自身によれは、自分たちの世代は革命的活動に関係のない議論を認めず、利用もしなかった。そのため、1917年から1919年にかけて所属したグループは、それ以前の世代のガリレイ・サークルとは共通の基盤がなかったとのちに回想している。1918年のストライキに参加し、違法な活動を行ったため仲間と共に逮捕されて禁固刑を受けるが、アスター革命によって釈放された。同年11月にガリレイ・サークルのメンバーで医学生のシュガール・ティヴァダルと結婚し、ハンガリー共産党に参加する。ハンガリー・ソヴィエト共和国で外交通商部の宣伝部に勤め、ブダペスト革命中央労働者・兵士評議会のメンバーとなった。ハンガリー・ソヴィエト共和国の崩壊後はウィーンに逃れ、看護婦として働いた。この時期に、のちに夫となる経済学者のカール・ポランニーと療養所で出会う。ウィーンで言語力を評価され、ソヴィエト連邦の政治家カール・ラデックの通訳としてモスクワに行くが、ハンガリー共産党の路線を批判したとして除名され、ティヴァダルと離婚した。1923年にカール・ポランニーと結婚し、娘のカリ・ポランニー・レヴィットが誕生した。
イロナは、権力に対して弱い側を支持することを原則としており、共産主義運動や社会運動で知り合った知識人が、普通の人々に対して尊大な態度を取ることに怒りを覚える性格だった。共産党から除名されたのちも革命家として活動を続け、1927年頃からジャーナリストとして雑誌『左派社会民主主義』の編集に参加しながら地下活動にも関わった。1929年にウィーン工科大学に入学し、技術、機械工学、機械図面、電子工学、電気数論などを学ぶ。1934年に夫カールはイギリスに亡命したが、イロナはウィーンの労働者運動に加わってオーストロファシズムに対抗し、違法だったオーストリア社会党の闘争として2月内乱にも参加した。1936年に体調を崩してイギリスの家族と合流し、ハンガリー人の亡命者と交流してカーロイ・ミハーイの社会民主主義運動に参加した。
1947年に家族と共にカナダに移住し、ハンガリーの民主化運動と反戦運動を続けた。カールはアメリカ合衆国のコロンビア大学に招聘された。イロナは共産主義者の経歴があるためにアメリカのビザがおりず、カールもアメリカの居住を許可されなかった。そのため一家はトロント郊外のピカリングに住み、カールはカナダからニューヨークまで通勤をし、イロナはハンガリーの反体制家や詩人と交友を続けた。カールが1964年に死去すると、イロナは彼の思想を伝える活動を行った。1978年、カールの命日と同じ4月23日にピカリングの自宅で死去し、ブダペストの墓地にカールと共に埋葬された。

## 著述
翻訳家として、ハンガリーの詩人レンジェル・ヨージェフの翻訳などを手がけた。
カールの死後は、彼の論文の編集や監修を行い、ハンガリー語をはじめ他の言語に翻訳をした。また、カールの著書『大転換』（1944年）の翻訳を出版社に提案した。娘のカリ・ポランニー・レヴィットとは、『カール・ポランニーの社会哲学』（1972年-1974年）という論文集を企画した。カールの遺稿だった『人間の経済』の編集をハリー・ピアソンに依頼し、遺稿集として1977年に出版された。『人間の経済』には、イロナによる「カール・ポランニー　その生涯に関するノート」が収録されている。